# ロッテルダム地下鉄
ロッテルダム地下鉄（ロッテルダムちかてつ、蘭: Metro van Rotterdam）は、オランダのロッテルダムの地下鉄である。ロッテルダム電鉄（RET）によって運営され、A線からE線の五本の路線がある。

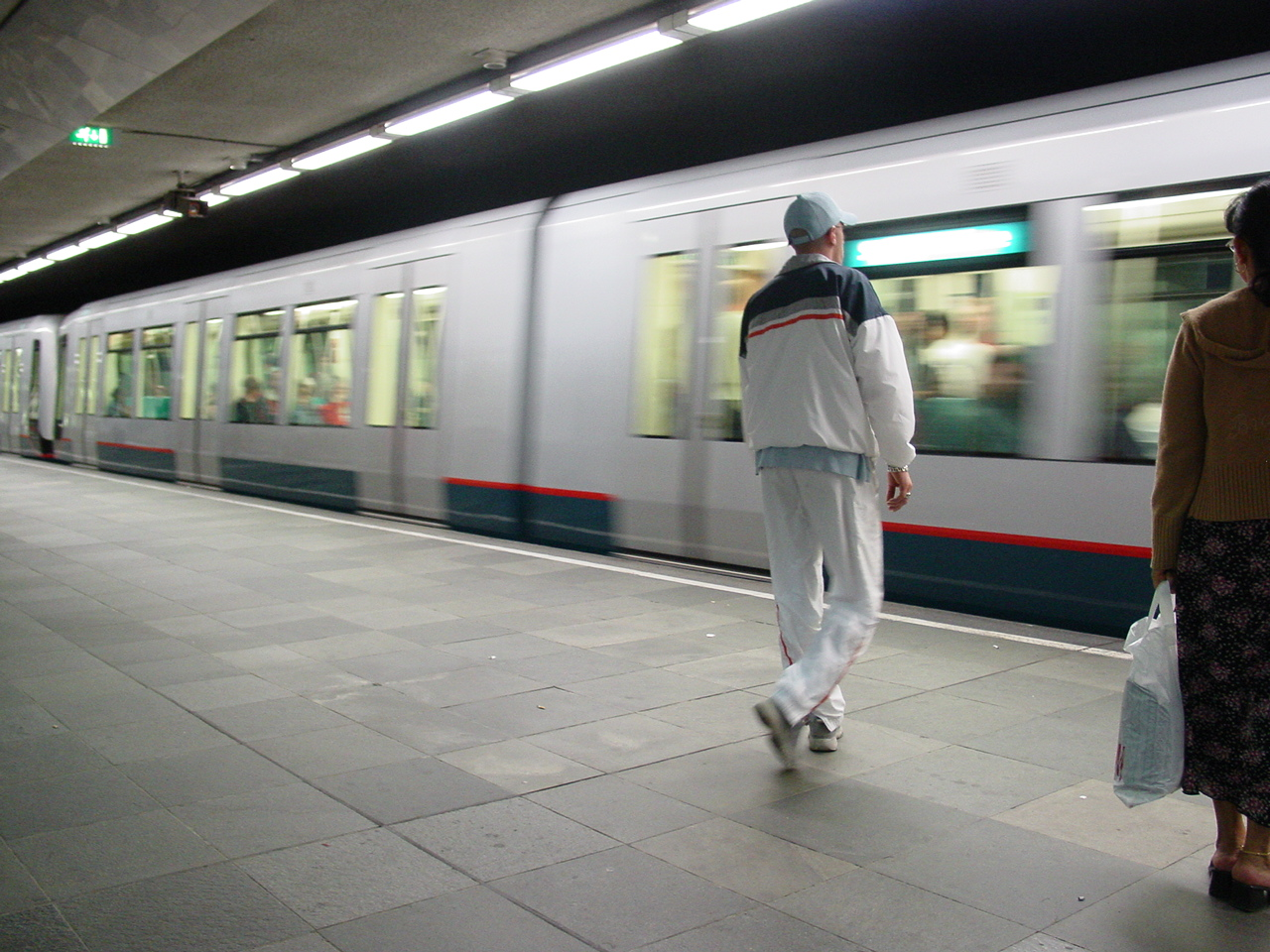
ロッテルダム地下鉄